# Federación Rosarina de Football
La Federación Rosarina de Football fue una institución de fútbol de la ciudad de Rosario, disidente a la Liga Rosarina de Fútbol. Fue creada en noviembre de 1912  y disuelta a comienzos de 1914. Estaba directamente afiliada a la Federación Argentina de Football y es por ello que la Asociación del fútbol argentino (ente madre del fútbol de aquel país) la reconoce como oficial.
Los equipos rosarinos de la Federación fueron invitados a participar de la Copa de Competencia que se organizó en 1913 (ganada por Rosario Central).

## Historia
El año 1912 fue tremendamente desafortunado para el fútbol rosarino. No había prácticamente un partido que terminara normalmente: las agresiones hacia los árbitros, equipos que se iban de la cancha, y resoluciones de dudosa parcialidad emitidas por la Liga Rosarina de Fútbol provocaron un ambiente de caos que determinó la suspensión de los campeonatos.
El primer club que se desvinculó fue Sparta, luego le siguió Tiro Federal, cuyos dirigentes mandaron una carta a la Liga, notificándole su desafiliación. La respuesta fue la expulsión del club tirolense.

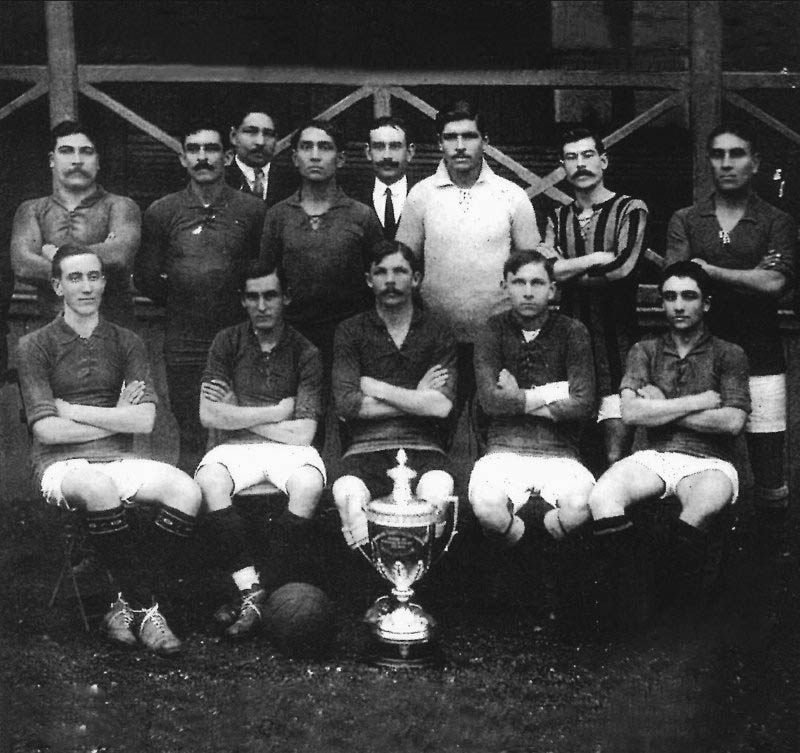
Equipo de Rosario Central que ganó la Copa de Competencia La Nación y el título de la Federación Rosarina de Football en 1913.

Posteriormente, cuatro jugadores de Rosario Central son designados para jugar contra la Selección uruguaya por la Copa Mariano Reyna: Serapio Acosta, Ignacio Rota, Harry Hayes y Pablo Molina, pero el día del partido no aparecen. Se niegan a jugar debido a que la Liga no convoca para el combinado rosarino a su compañero Zenón Díaz, defensor central clave y usual titular en el combinado de la ciudad. Mandan después una nota a la Liga: "Ha sido excluido del equipo el señor Zenón Díaz por causas que no comprendemos, siendo, como ha sido siempre, uno de los mejores defensores del equipo y en más de una ocasión su principal apoyo". A su vez, la Liga suspende a los jugadores por "rebeldes". Este hecho, desencadenó en una bifurcación en el camino que hasta aquí venía recorriendo el fútbol rosarino, y al igual que Sparta y Tiro Federal, Rosario Central se desafilió de la Liga. Así, los tres clubes decidieron romper definitivamente con la esta institución, quedando desafíliados de la misma. Por ende, el campeonato de Liga de 1912 se suspendió y no hubo un campeón delcarado.
Así, en 1913 se creó la nueva entidad: la Federación Rosarina de Fútbol, que  instaló su sede en la calle San Lorenzo 1220. A estos tres clubes se unieron Embarcaderos Córdoba y Rosario (que más tarde daría origen a Argentino de Rosario) y Brown de Santa Fe. Asimismo, la Federación rosarina se afilió a la Federación Argentina de Football.
A partir de aquel año, la Federación organizó un campeonato de primera división, uno de segunda, uno de tercera y otro de cuarta. A su vez, también se organizó una copa de carácter nacional, reconocida como oficial por la AFA: los equipos de las Federaciones de Rosario y Buenos Aires se enfrentaron entre sí en la Copa Copa de Competencia La Nación en ese 1913. Aquella copa, fue ganada por Rosario Central.
El título de Primera quedó en manos de Rosario Central y el escolta acabó siendo Tiro Federal. A su vez, Newell's se consagró campeón en la Liga rosarina de aquel año. Pero como consecuencia de la división, los combinados rosarinos perdieron consistencia porque la fractura de su conducción impidió formar un conjunto sólido.
En 1914, se resolvieron los conflictos y ambas competiciones se fusionaron. Así, los clubes que habían sido excluidos de la Liga Rosarina volvieron a competir en la Copa Vila de aquel año.
Con este título local, Central dio inicio a una serie inigualada en el fútbol rosarino de cinco logros consecutivos (el de la Federación de 1913 y los de la Copa Vila de 1914, 1915, 1916 y 1917), además de ganar otras 4 copas a nivel nacional en ese lapso. Se comenzó decir que el equipo rosarino "daba cátedras de fútbol" y se lo comparó con el Racing Club de Avellaneda; club que prevalecía en Buenos Aires en aquel tiempo y recibía el mote de La Academia. De esta manera surgió uno de los apodos que quedarían marcados para siempre en el devenir histórico del equipo centralista: La Academia rosarina.

## Palmarés
- 1913: Rosario Central[8]